# كوبري تحيا مصر
كوبري تحيا مصر أو كوبري روض الفرج هو جسر يربط بين ميدان الخلفاوي بشبرا ويمتد للجهة المقابلة من النيل بجزيرة الوراق.
يعد الجسر أعرض كوبرى مُلجم على مستوى العالم بجانب أنه يضم أكبر فتحة ملاحية عبر نهر النيل تسمح بمرور الفنادق العائمة الكبرى، وممشى زجاجي بطول الكوبري للمواطنين.

## تفاصيل الجسر
يبلغ ارتفاع أعمدة الجسر 96 متراً عن سطح الماء كما يصل عرض الجسر في المنتصف 67.3 متر، وعرض الفتحة الملاحية 300 متر، ويرتكز على 6 أعمدة 3 بالجهة الشرقية و3 بالجهة الغربية، في حين يبلغ إجمالي وزن الهيكل المعدني العلوي 10 آلاف طن.
تم بناء الكوبري على مدار أربع سنوات، وشارك في عملية الإنشاء حوالي 4000 فرد، من مهندسين وفنيين وعمال. تم الانتهاء من تنفيذ الكوبري في عام 2019 وافتتحه الرئيس عبد الفتاح السيسي.
وبحسب المهندس إيهاب الفار، رئيس الهيئة الهندسية للقوات المسلحة، فقد بلغت التكلفة الأساسية للمشروع نحو 170 مليار جنيه مصري (ما يعادل 9.94 مليار دولار أمريكي).
يبلغ طول الكوبري 540 مترًا، ويضم ستة حارات مرورية في كل اتجاه. ويبلغ ارتفاع الأبراج المعلقة 92 مترًا، مزودة بـ160 كابل تعليق.
وتصل عرض الكوبري إلى 85 مترًا عند المداخل الشرقية، حيث تم توسيع عرض الكوبري لاستيعاب سبعة مداخل ومخارج مختلفة.
وقد حصل الكوبري على جائزة التميز من (PTI Award of Excellence) في أبريل 2021.
تمت أعمال التصميم ومراجعة التنفيذ بواسطة مكتب المهندسون الاستشاريون العرب (محرم و باخوم). والمالك وإدارة المشروع: الهيئة الهندسية للقوات المسلحة.

## معرض الصور

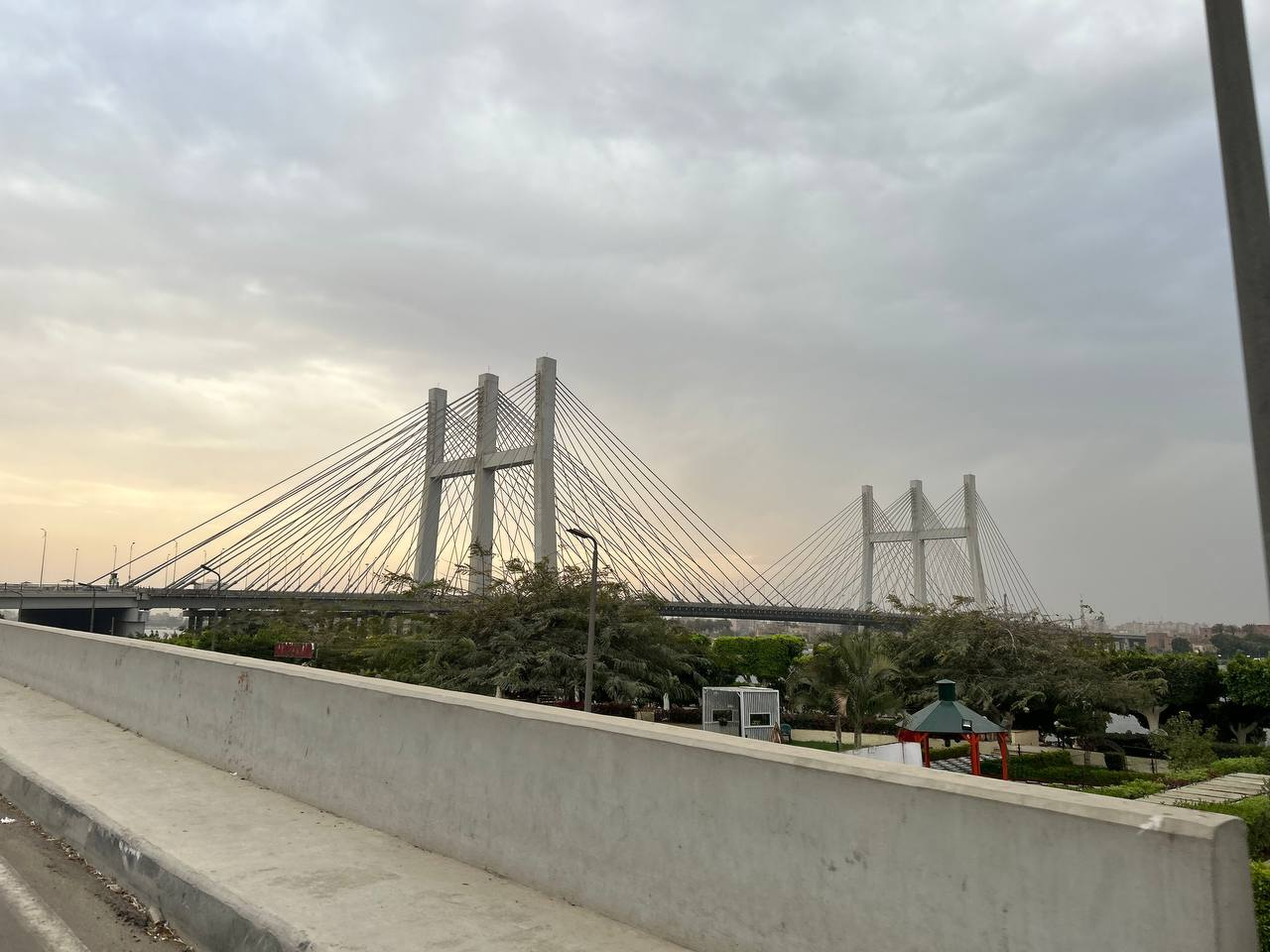
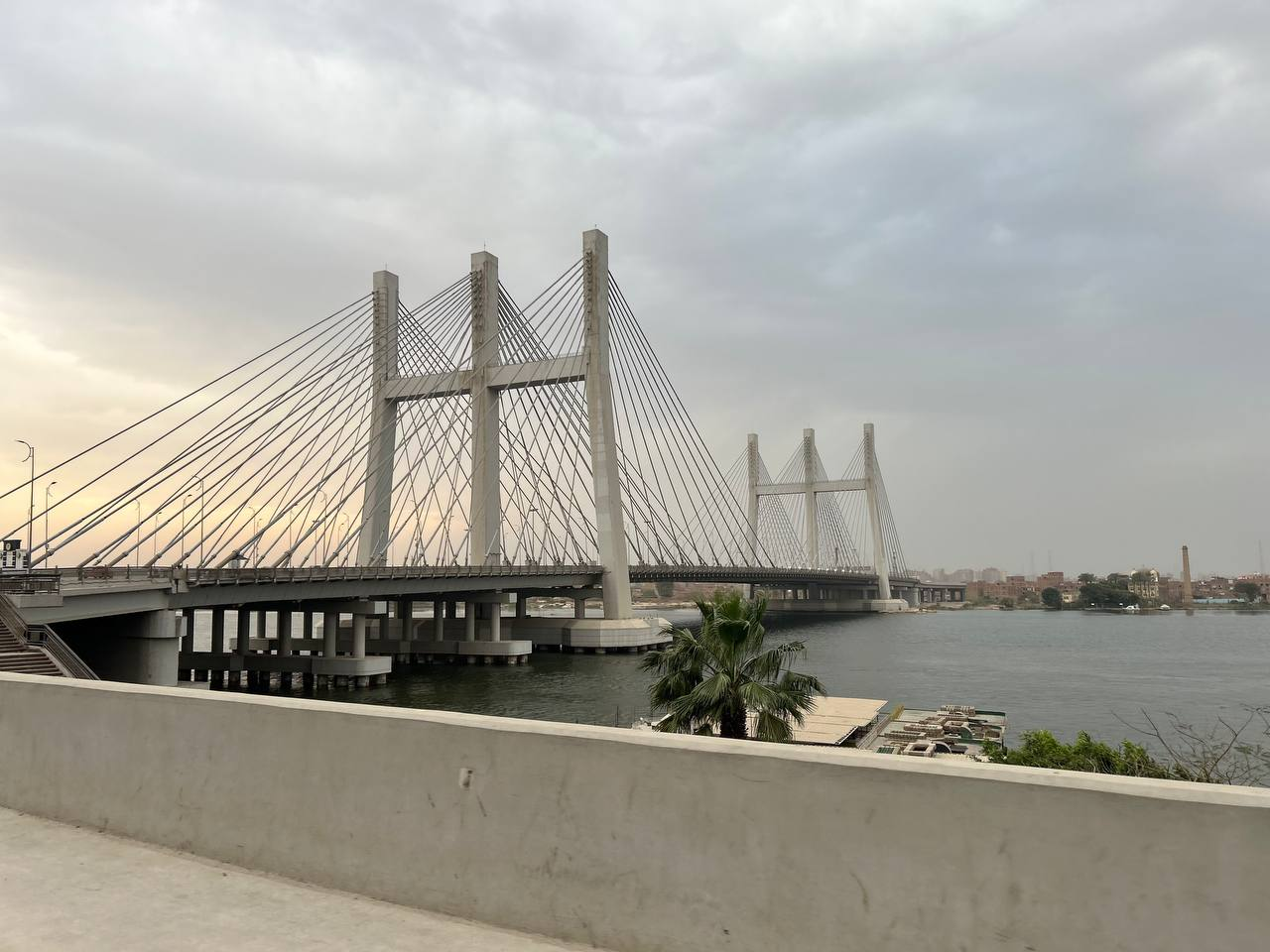
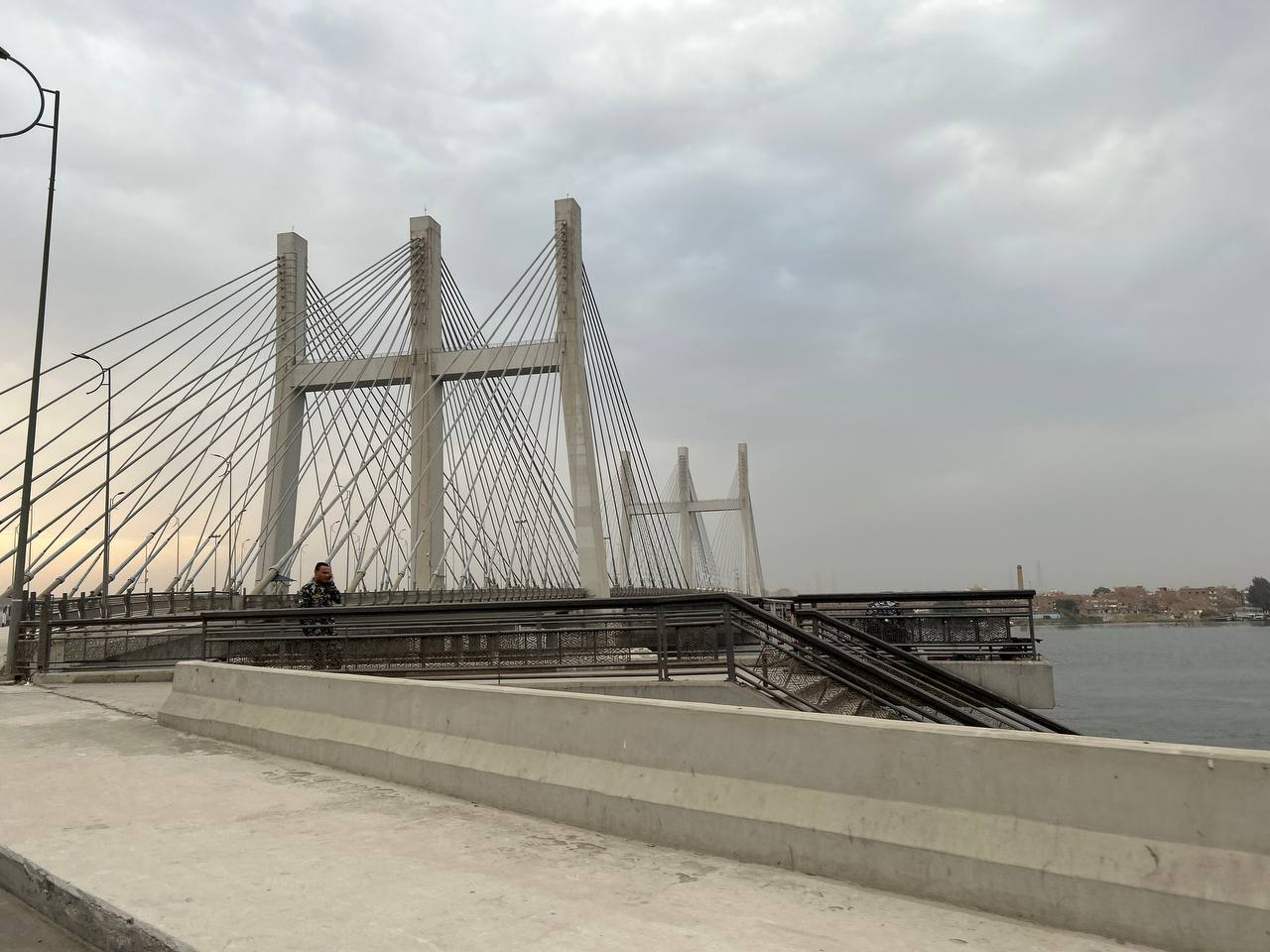
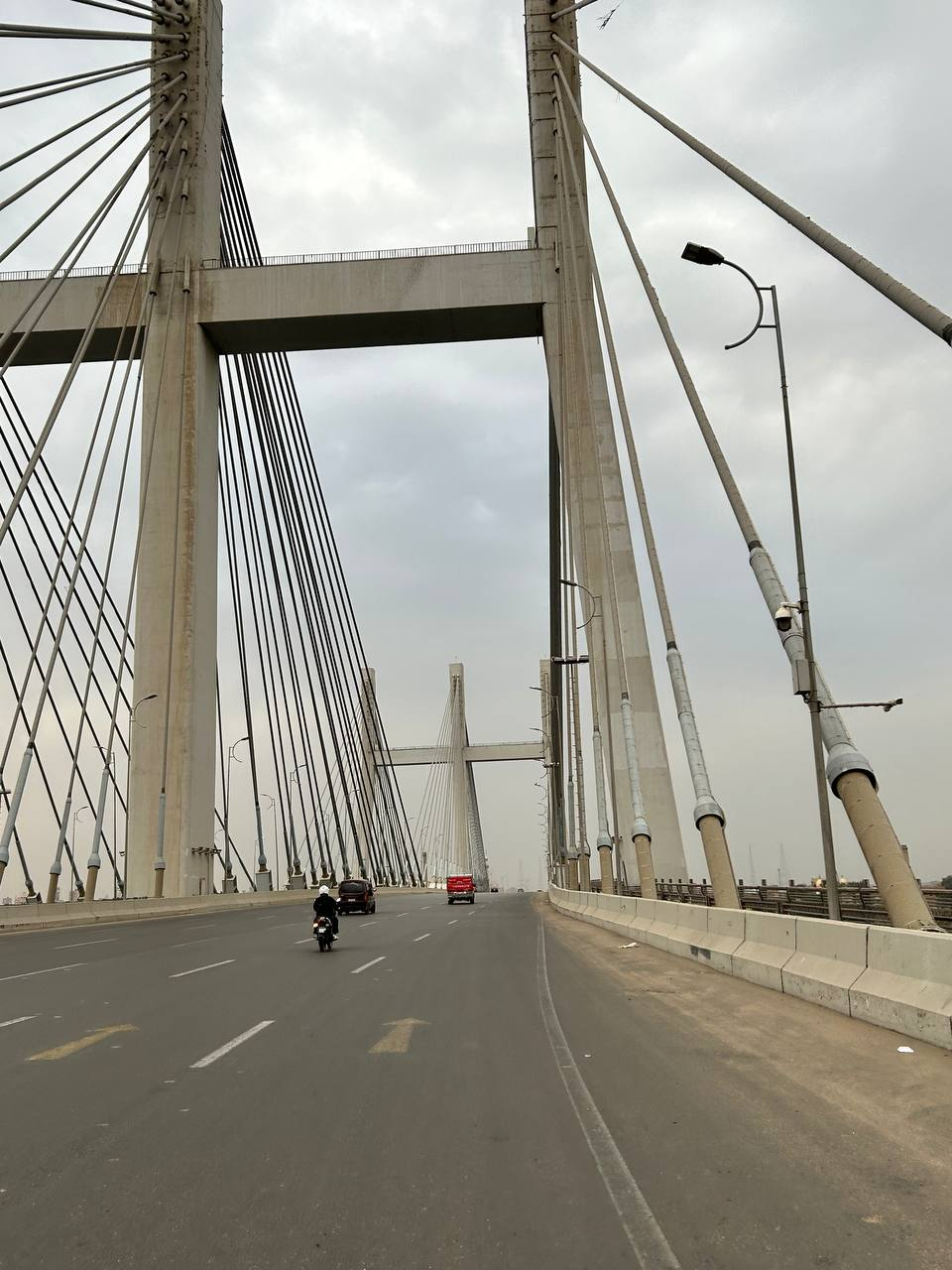
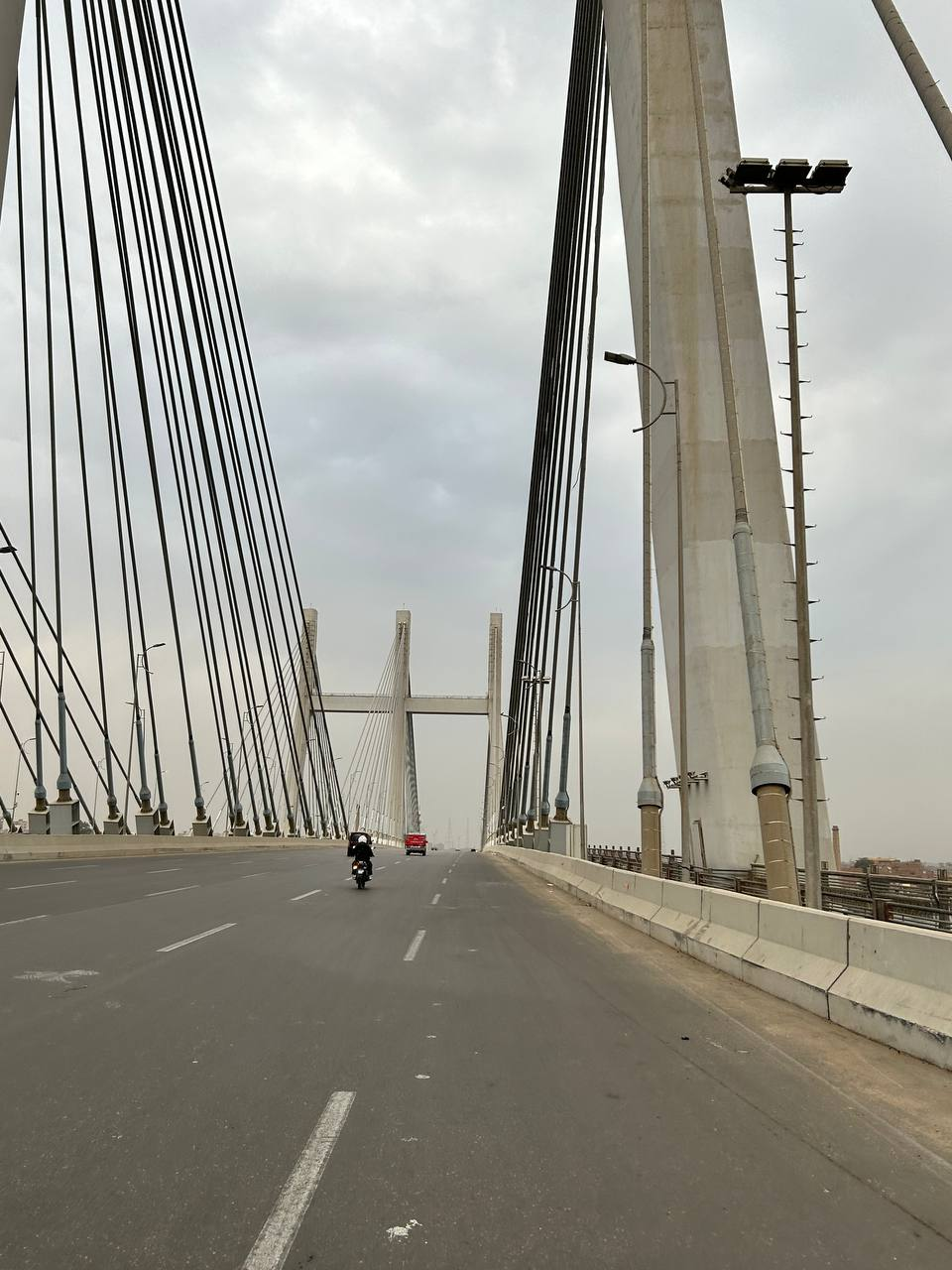
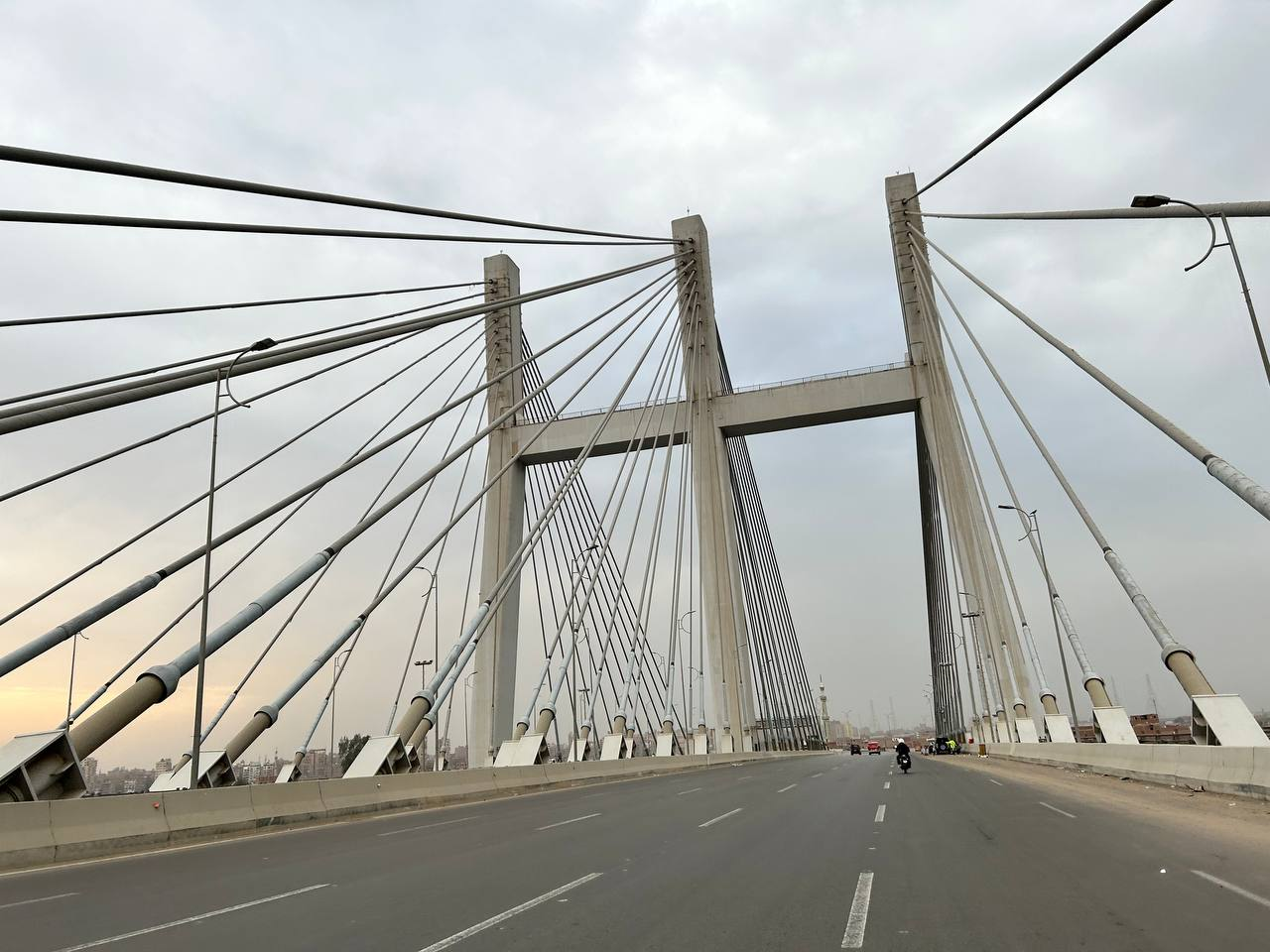
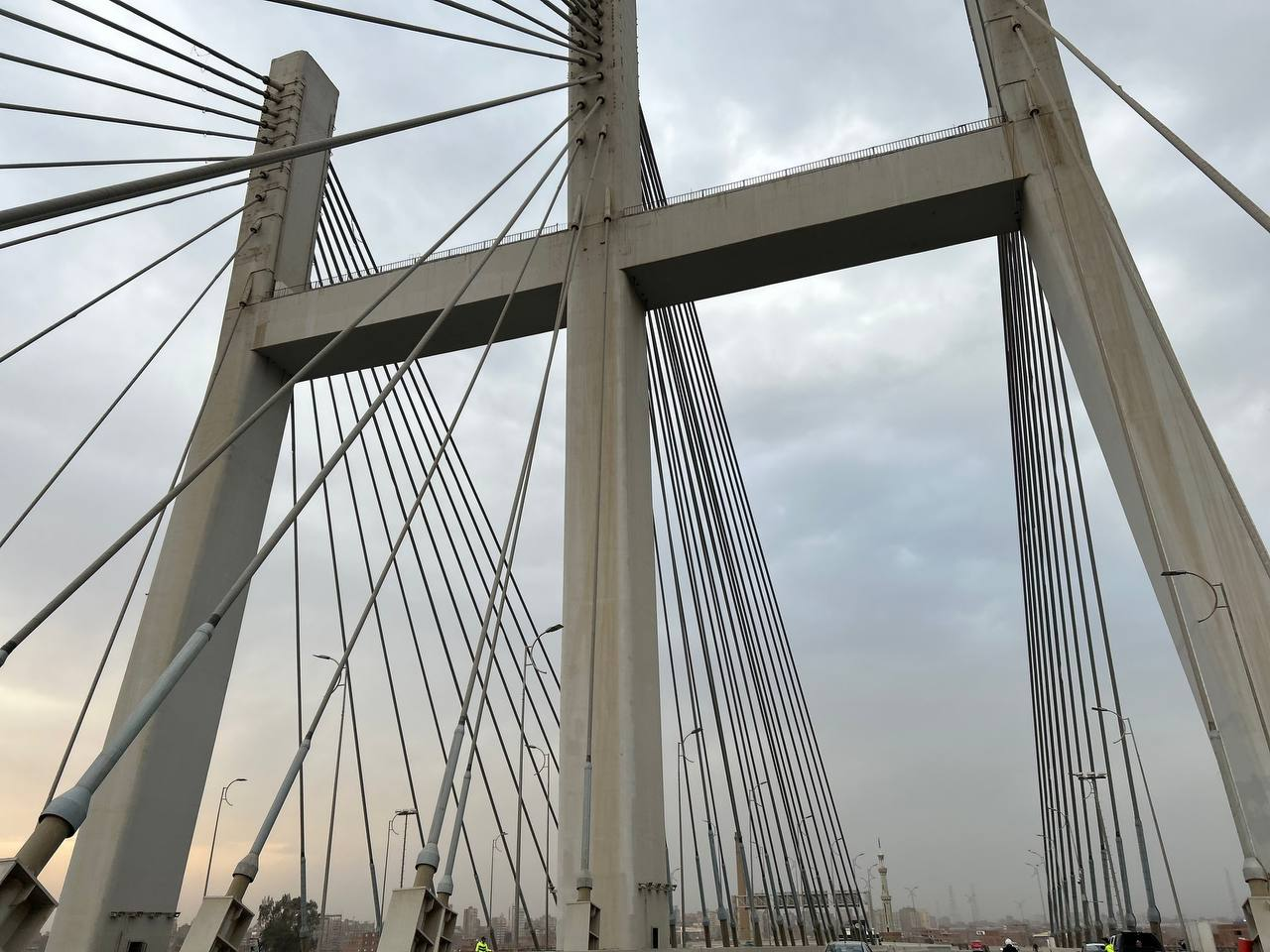
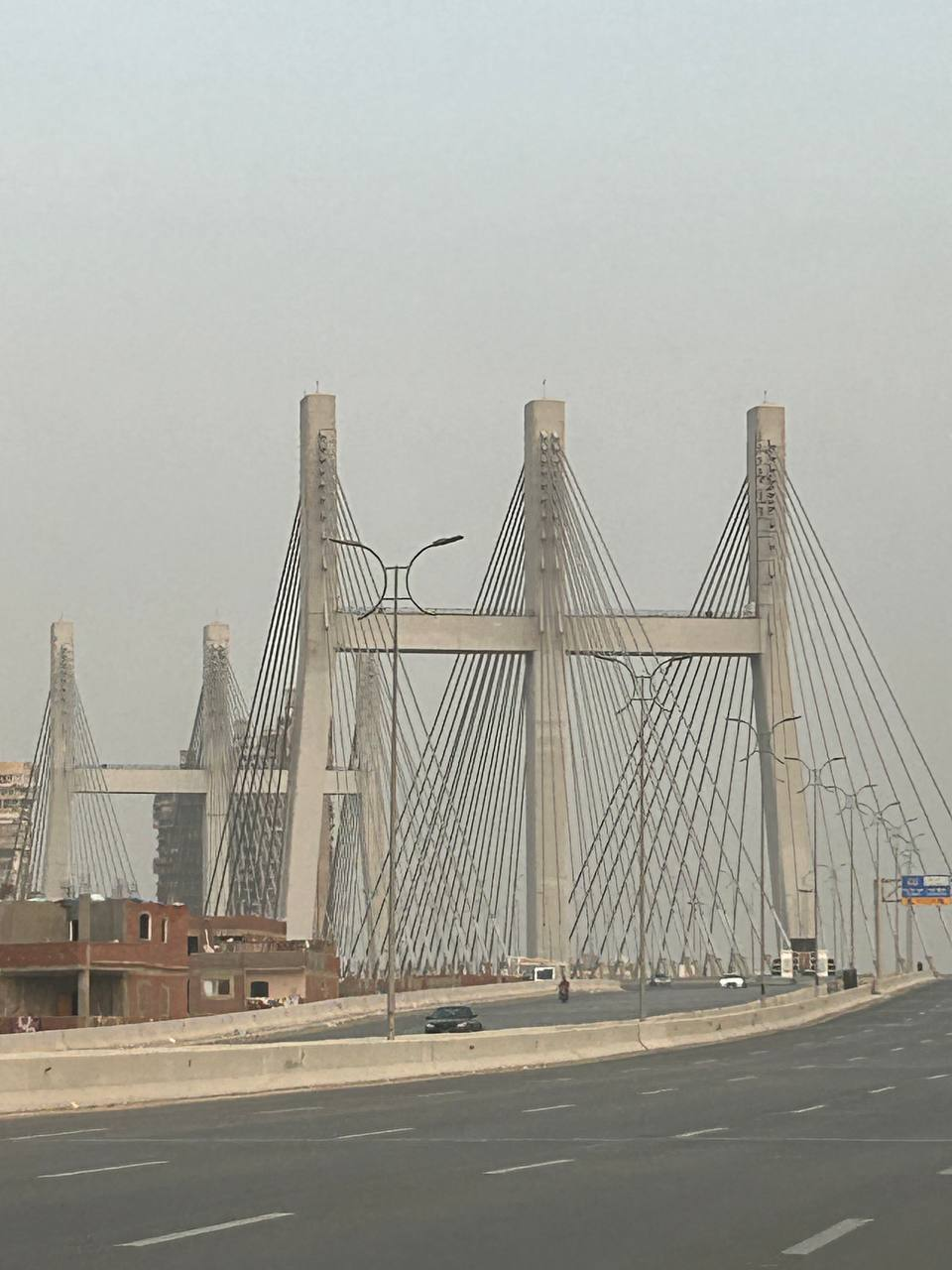
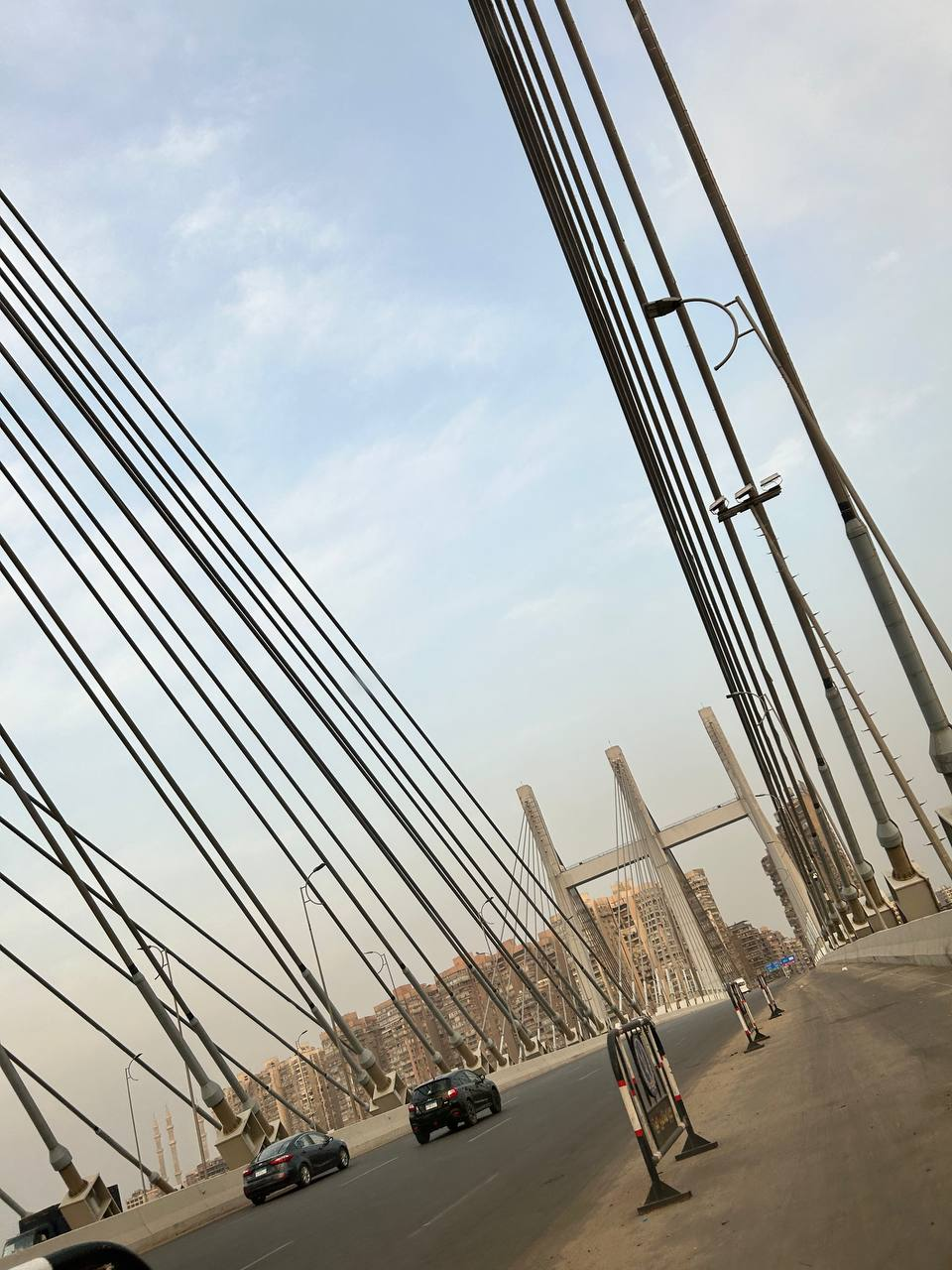
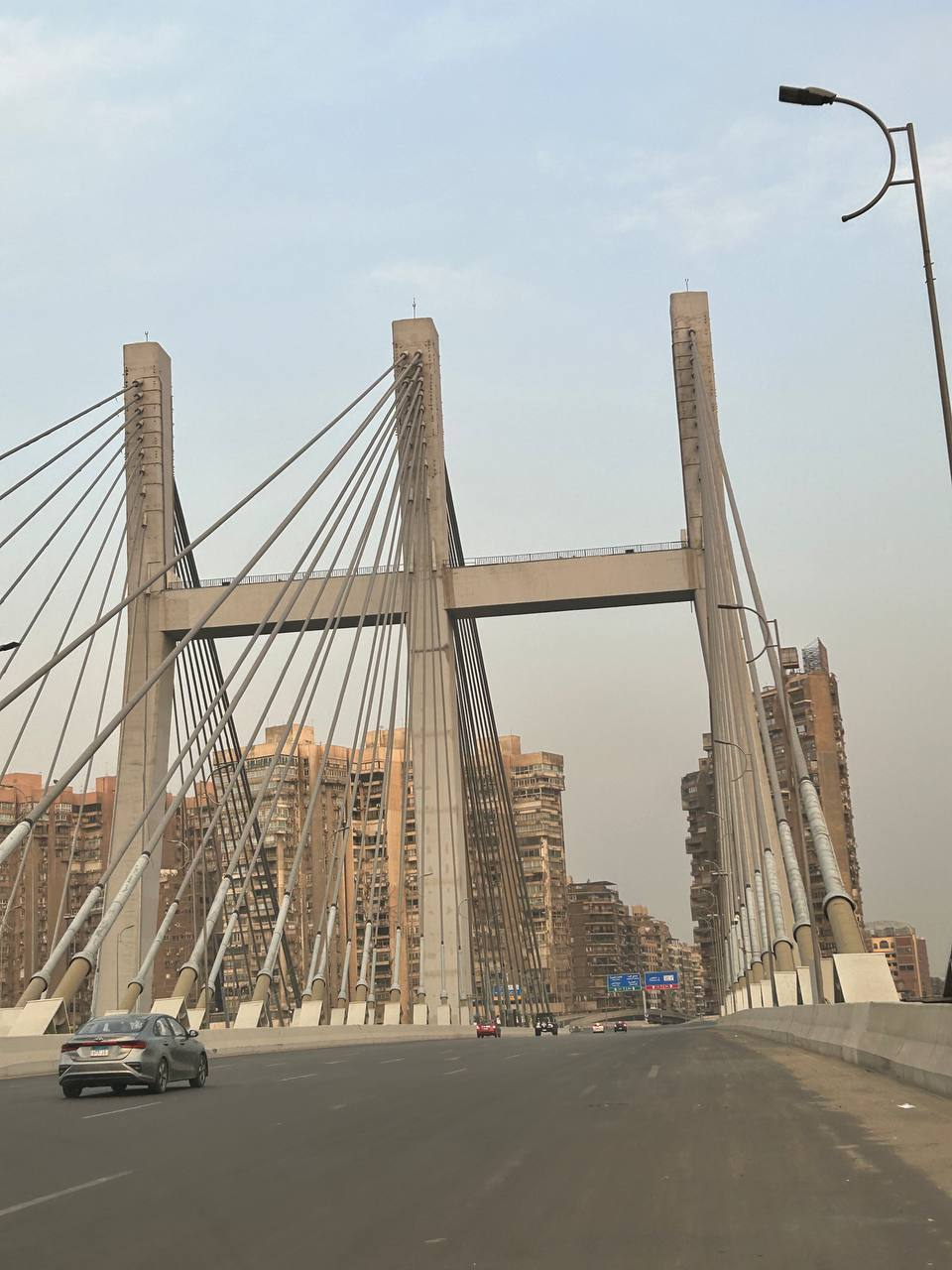
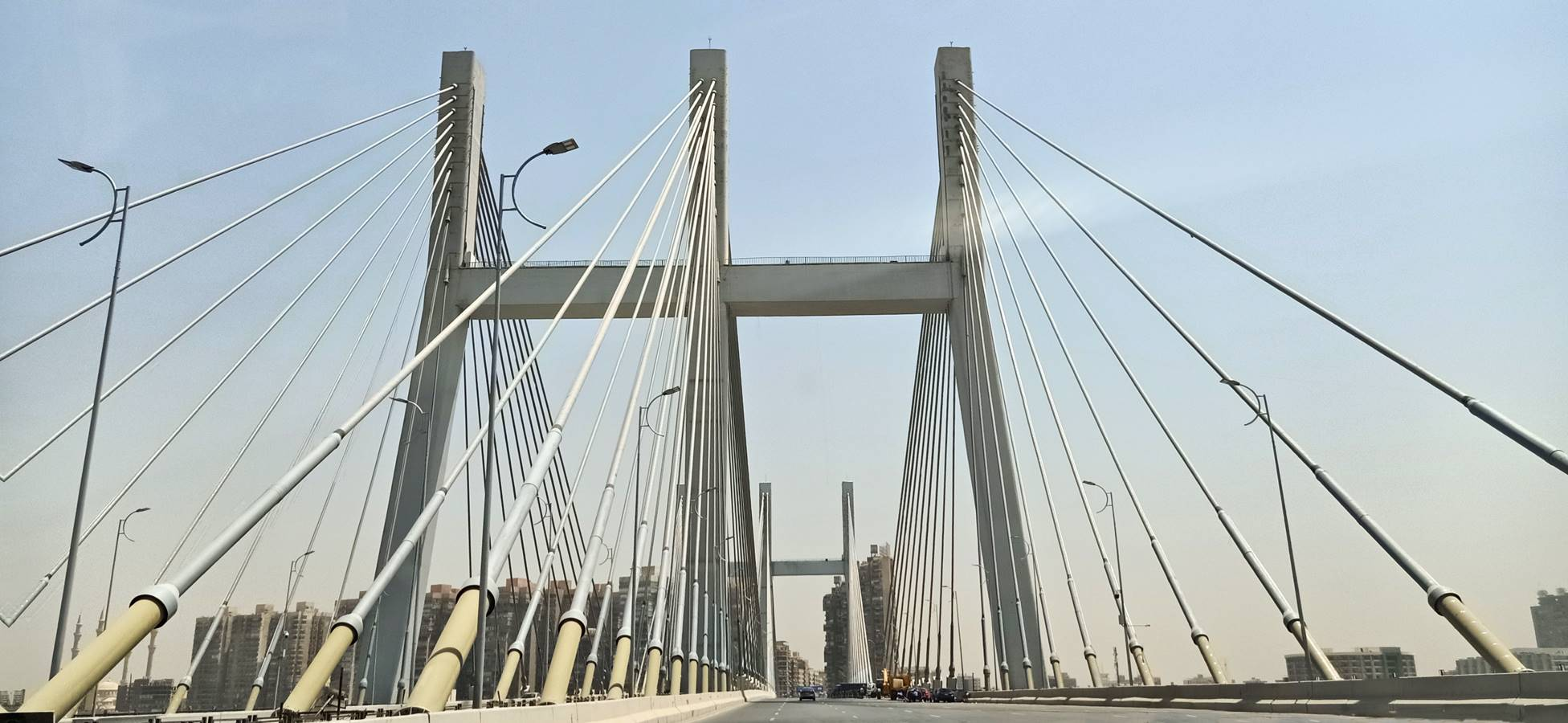
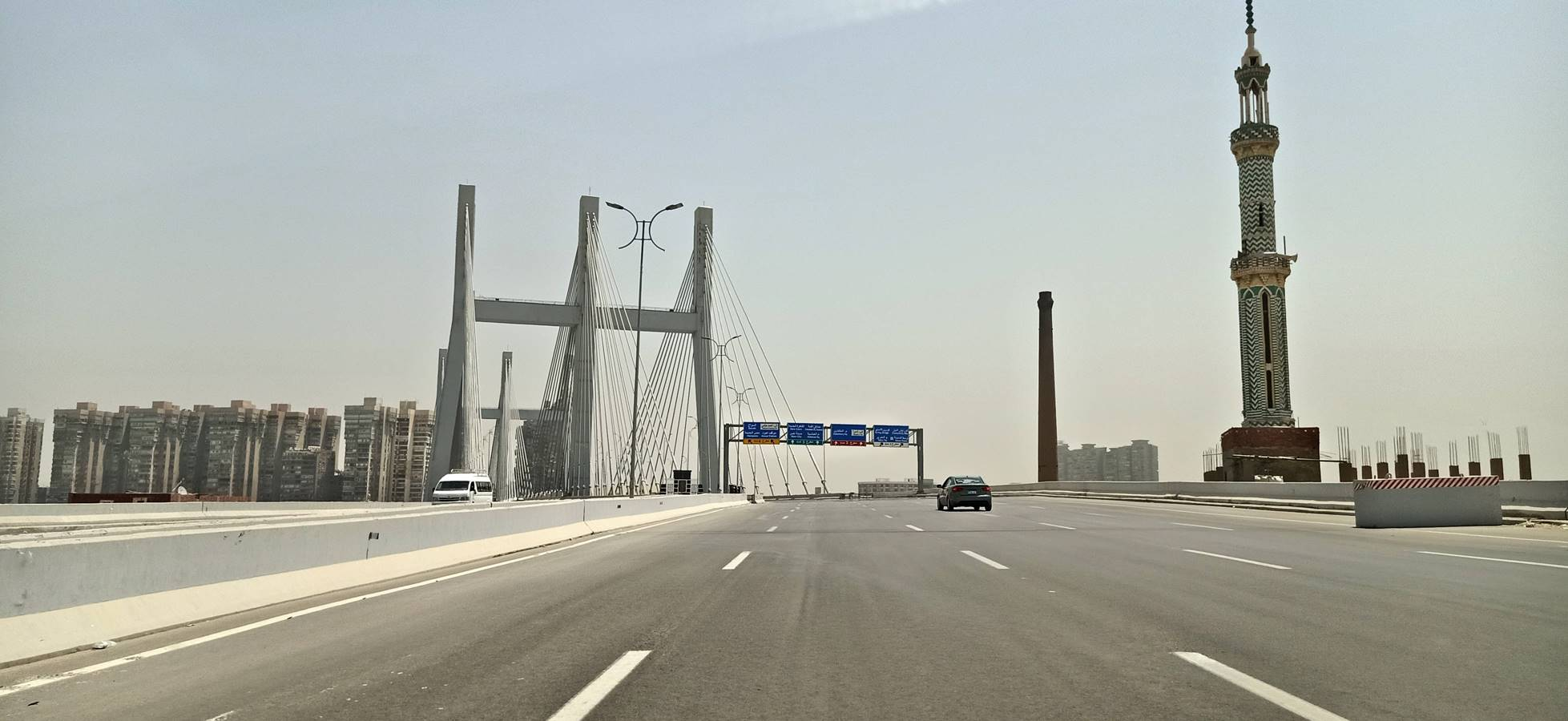